# تگزاس اینسترومنتس

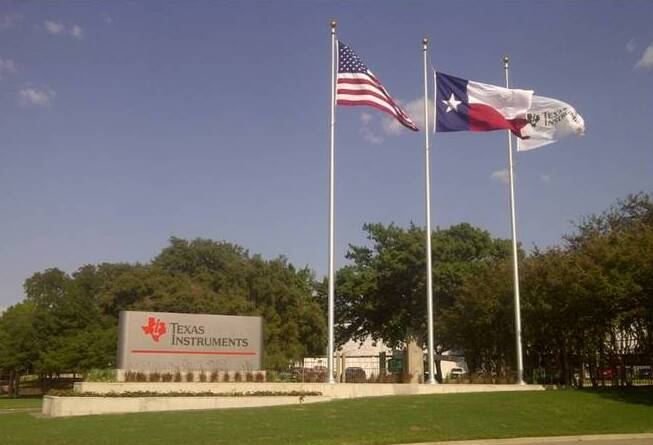
ورودی کمپ شمالی تگزاس اینسترومنتس در دالاس

تگزاس اینسترومنتس (به انگلیسی: Texas Instruments) (مخفف انگلیسی: TI) یک شرکت فناوری آمریکایی است که مقر آن در شهر دالاس واقع در ایالت تگزاس قرار دارد. شرکت تگزاس اینسترومنتس در زمینهٔ طراحی، توسعهٔ فناوری و تولید ادوات نیمه‌رسانا و قطعات رایانه فعالیت می‌کند. TI سومین شرکت بزرگ در زمینه تولید نیمه‌رساناها پس از اینتل و سامسونگ است و نیز بزرگ‌ترین تولیدکننده قطعات نیمه‌رسانای آنالوگ و پردازنده‌های سیگنال دیجیتال می‌باشد.
۹۶ درصد درآمد این شرکت از طریق تولید محصولات نیمه‌رسانا است.
این شرکت یکی از ۱۰ شرکت برتر نیمه هادی در سراسر جهان بر اساس حجم فروش است. تمرکز این شرکت بر روی توسعه تراشه‌های آنالوگ و پردازنده‌های تعبیه شده است که بیش از ۸۰ درصد از درآمد آن را تشکیل می‌دهند. TI همچنین محصولات فناوری پردازش نور دیجیتال و فناوری آموزشی از جمله ماشین حساب، میکروکنترلرها و پردازنده‌های چند هسته‌ای را تولید می‌کند. این شرکت تا سال ۲۰۱۶ دارای ۴۵۰۰۰ محصول در سراسر جهان بود. تگزاس اینسترومنتز در سال ۱۹۵۱ پس از سازماندهی مجدد شرکت ژئوفیزیکال سرویس، شرکتی که در سال ۱۹۳۰ تأسیس شد و تجهیزاتی را برای استفاده در صنعت لرزه‌نگاری و همچنین الکترونیک دفاعی تولید می‌کرد، ظهور کرد. TI اولین ترانزیستور سیلیکونی تجاری جهان را در سال ۱۹۵۴ تولید کرد، و در همان سال اولین رادیو ترانزیستوری را طراحی کرده و ساخت. جک کیلبی در سال ۱۹۵۸ در حالی که در آزمایشگاه تحقیقاتی مرکزی TI کار می‌کرد، مدار مجتمع را اختراع کرد. TI همچنین ماشین حساب دستی را در سال ۱۹۶۷ اختراع کرد و اولین میکروکنترلر تک تراشه ای را در سال ۱۹۷۰ معرفی کرد که تمام عناصر محاسباتی را روی یک قطعه سیلیکون ترکیب می‌کرد. در سال ۱۹۸۷، TI دستگاه پردازش نور دیجیتال (همچنین به عنوان تراشه DLP شناخته می‌شود) را اختراع کرد که به عنوان پایه ای برای فناوری DLP و سینمای DLP این شرکت عمل می‌کند. TI ماشین حساب محبوب TI-81 را در سال ۱۹۹۰ منتشر کرد که آن را به یک پیشگام در صنعت ماشین حساب‌های نمودار تبدیل کرد. تجارت دفاعی آن در سال ۱۹۹۷ به شرکت ریتون فروخته شد. این به TI اجازه داد تا تمرکز خود را بر راه حل‌های دیجیتالی متمرکز کند. پس از تصاحب نشنال نیمه هادی در سال ۲۰۱۱، این شرکت دارای مجموعه ای ترکیبی از ۴۵۰۰۰ محصول آنالوگ و ابزار طراحی مشتری بود. در بازار سهام، تگزاس اینسترومنتس اغلب به عنوان یک شاخص برای صنعت نیمه هادی و الکترونیک به عنوان یک کل در نظر گرفته می‌شود، زیرا این شرکت به بیش از ۱۰۰ هزار مشتری محصولات خود را می‌فروشد.

## بخش‌های شرکت
امروزه این شرکت از دو بخش عمدهٔ نیمه رساناها (SC) و فناوری آموزشی (ET) تشکیل شده است.